# Ronja Kemmer

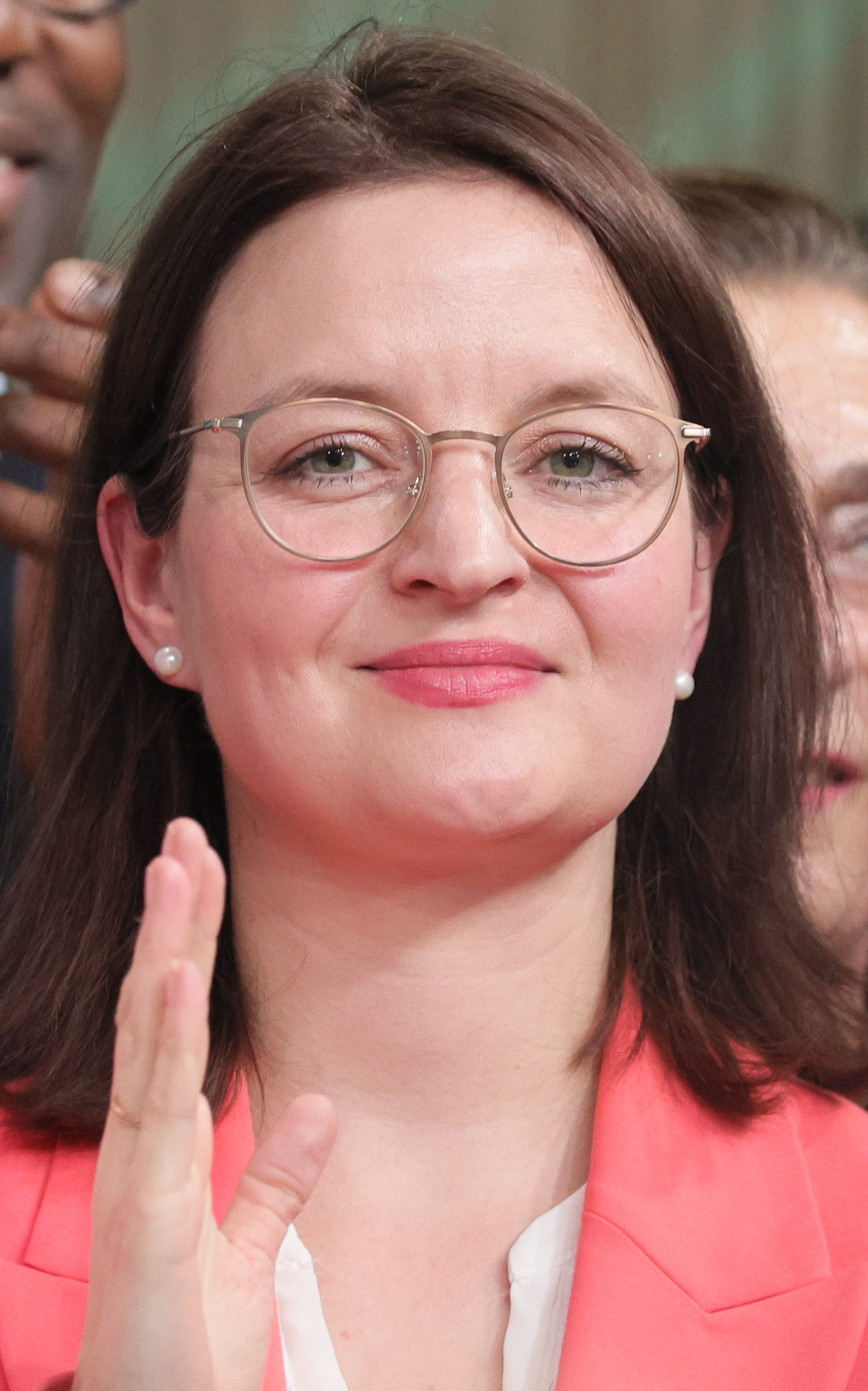
Ronja Kemmer (2025)

Ronja Helene Kemmer, geborene Schmitt (* 3. Mai 1989 in Esslingen am Neckar), ist eine deutsche Politikerin (CDU). Seit 2014 ist sie Mitglied des Deutschen Bundestages und seit 2025 stellvertretende Vorsitzende der Unionsfraktion im Bundestag.

## Persönlicher Werdegang
Kemmer wuchs in Althengstett auf. Nach ihrem Abitur am Maria-von-Linden-Gymnasium in Calw-Stammheim 2008 leistete sie ein Freiwilliges Soziales Jahr im Furtbachkrankenhaus in Stuttgart. 2009 nahm sie an der Eberhard-Karls-Universität Tübingen und der Universität Lund (Schweden) ein Studium der Wirtschaftswissenschaften auf, welches sie 2013 mit dem akademischen Grad eines Bachelors abschloss. 2012 bis 2014 war sie als studentische Mitarbeiterin eines Abgeordneten des Landtags Baden-Württemberg tätig. 2013 begann sie ein Doppel-Master-Studium an den Universitäten Hohenheim und Pavia (Italien), das sie im Herbst 2015 als Master of Science in Economics abschloss. Während ihres Studiums war sie Stipendiatin der Konrad-Adenauer-Stiftung.

## Politischer Werdegang

### Junge Union und CDU
Kemmer trat 2009 in die Junge Union ein und wurde ein Jahr später Mitglied der CDU. Ab 2011 war sie stellvertretende Kreisvorsitzende der CDU Calw und gehörte seit 2013 dem Bezirksvorstand der CDU Nordbadens an. Seit 2014 ist sie zudem gewähltes Mitglied des Landesvorstandes der Jungen Union Baden-Württembergs. Mitte Januar 2022 nominierte der Bundesvorstand der Jungen Union Kemmer als Kandidatin der JU für das Präsidium der Bundes-CDU. Von 2012 bis 2014 war sie Landesvorsitzende des Rings Christlich-Demokratischer Studenten (RCDS) in Baden-Württemberg. Seit September 2015 ist sie Beisitzerin im Bundesvorstand der Frauen-Union. 

### Deutscher Bundestag

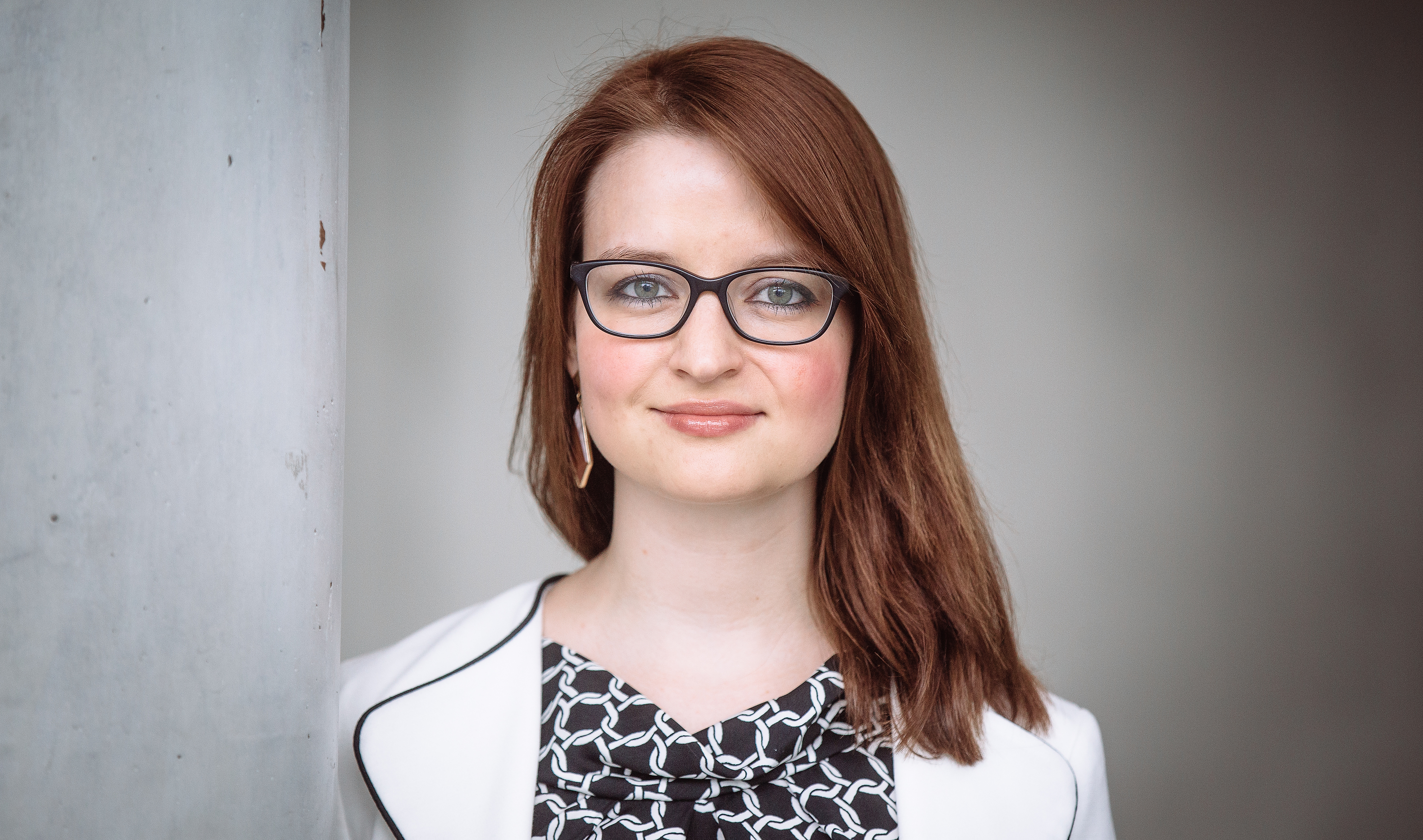
Ronja Kemmer (2017)

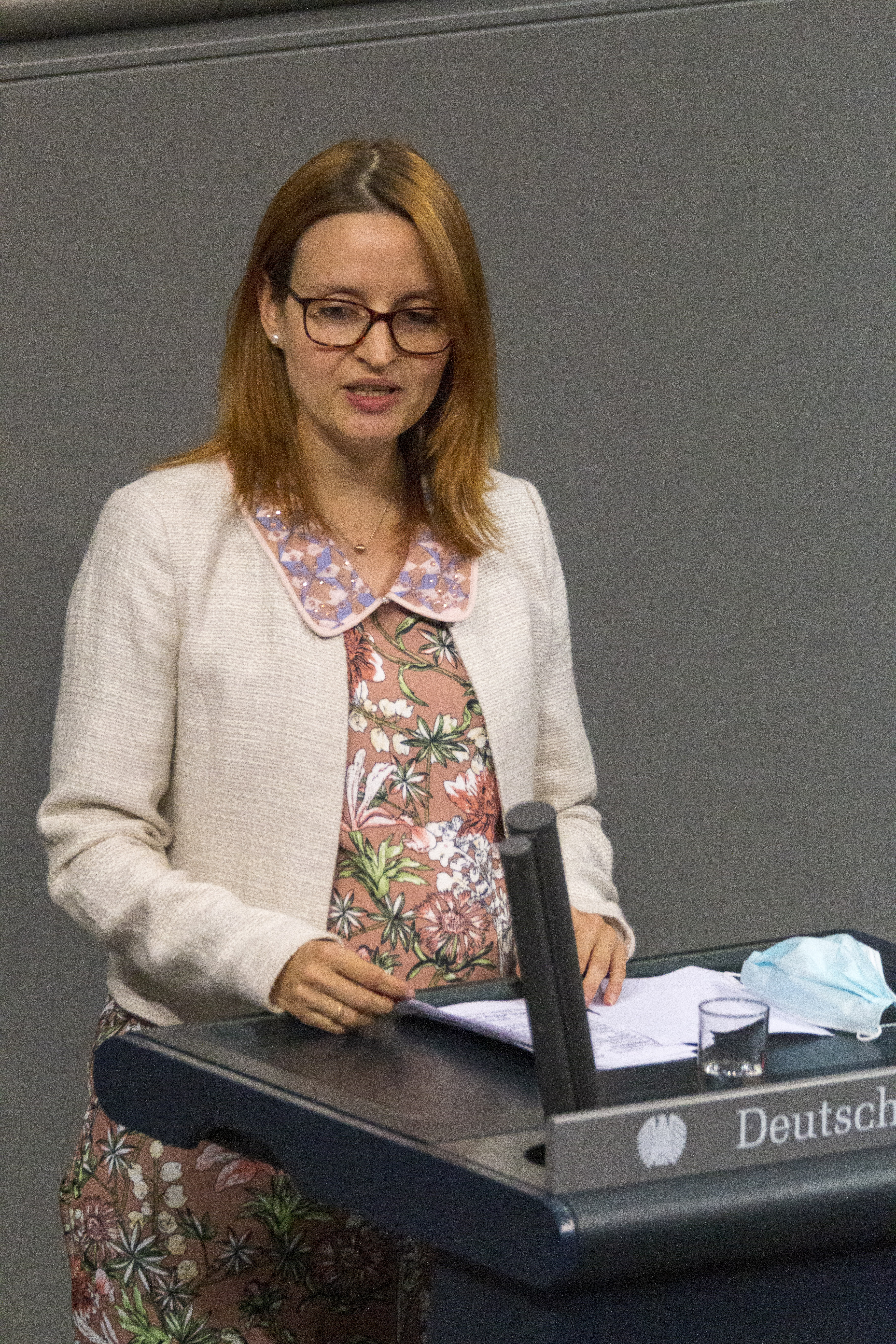
Kemmer im Bundestag (2020)

Kemmer kandidierte zur Bundestagswahl 2013 auf Platz 19 der Landesliste der CDU Baden-Württemberg und verfehlte zunächst den Einzug in den Deutschen Bundestag. Nach dem Ausscheiden von Annette Schavan aus dem Deutschen Bundestag und dem Tod von Andreas Schockenhoff rückte sie für diesen am 27. Dezember 2014 nach.
Sie war ab ihrem Einzug jüngstes Mitglied des Deutschen Bundestags in der 18. Legislaturperiode. Kemmer war ordentliches Mitglied im Ausschuss für die Angelegenheiten der Europäischen Union und stellvertretendes Mitglied im Petitionsausschuss. Kemmer war seit Januar 2015 Mitglied in der Deutsch-Italienischen Parlamentariergruppe und seit November 2016 Mitglied der Deutsch-Ukrainischen Parlamentariergruppe. Außerdem war sie Mitglied im Parlamentskreis Mittelstand. Seit Dezember 2016 war sie Mitglied im Vorstand der Europäischen Volkspartei (EVP). Am 5. März 2015 wurde Ronja Kemmer zur Schriftführerin im Deutschen Bundestag gewählt. Ihre erste Rede im Deutschen Bundestag hielt sie am 21. Mai 2015 zum Thema Europa.
Zur Bundestagswahl 2017 trat sie für die CDU im Bundestagswahlkreis Ulm als Nachfolgerin von Annette Schavan an und gewann diesen mit 41 Prozent der Stimmen. Sie war Obfrau und ordentliches Mitglied im Ausschuss für Digitales und stellvertretendes Mitglied im Ausschuss für Bildung, Forschung und Technikfolgenabschätzung sowie im Ausschuss für Wohnen, Stadtentwicklung, Bauwesen und Kommunen. Ab Ende September 2020 fungierte sie als „KI-Beauftragte“ der CDU-/CSU-Bundestagsfraktion.
Bei der Bundestagswahl 2021 kandidierte sie für die CDU als Direktkandidatin für den Bundestagswahlkreis Ulm und gewann das Direktmandat mit 32,7 Prozent der Erststimmen. In der 20. Legislaturperiode war Kemmer Vorsitzende der Jungen Gruppe und stellvertretende Vorsitzende der Arbeitsgruppe Digitales der Unionsfraktion. Dem Bundestagsausschuss Digitales gehörte sie  als ordentliches Mitglied und Obfrau der Unionsfraktion an.
Kemmer trat bei der Bundestagswahl 2025 zum dritten Mal als Direktkandidatin der CDU im Bundestagswahlkreis Ulm an und holte mit fast 39 Prozent der Erststimmen das Wahlkreismandat. Seit Mai 2025 ist sie stellvertretende Fraktionsvorsitzende für die Bereiche Forschung, Technologie und Raumfahrt, Digitales und Staatsmodernisierung.

## Politische Positionen
Im Deutschen Bundestag stimmte sie u. a. gegen die gleichgeschlechtliche Ehe, für den Gesetzentwurf der Bundesregierung zur PKW-Maut, gegen weitere Finanzhilfen für Griechenland und für die Bundeswehreinsätze Operation Active Fence (Türkei), EUTM Mali, EUTM Somalia, die Operation Atalanta und UNMIL Liberia.
Regional setzt sie sich für die Querspange B311/B30 bei Erbach (Donau) ein. Sie plädiert für die Anerkennung der Höhlen „Hohler Fels“ als Weltkulturerbe.

## Kontroverse
Anfang Juli 2020 berichtete der Spiegel von einem im Dezember 2018 stattgefundenen Kurztrip dreier Bundestagsabgeordneter ins Sultanat Oman. Nebst Ronja Kemmer nahmen daran Christoph Ploß (CDU) sowie Wolfgang Stefinger (CSU) teil. Nach eigener Aussage habe es für die Einladung zur Reise in den Oman keine Gegenleistungen gegeben und die Reise der Vertiefung der omanisch-deutschen Beziehungen gedient. Die Reisekosten von 5466 Euro pro Person übernahm die Botschaft des Oman in Berlin.

## Privates
Kemmer ist evangelischer Konfession. Sie ist seit 2016 verheiratet und Mutter zweier Töchter. Im März 2025 verstarb überraschend ihre älteste Tochter im Alter von vier Jahren. Vier Monate später äußerte sich Kemmer erstmals öffentlich zu dem Verlust.

## Engagement und Mitgliedschaften
Seit 2017 ist Kemmer ehrenamtliche Präsidentin des DRK-Kreisverbands Ulm/Alb-Donau. Darüber hinaus engagiert sie sich als Kuratoriumsmitglied der Deutschen Traumastiftung. Im Februar 2015 war sie Mitgründerin des VfB-Stuttgart-Bundestagsfanclubs.
Kemmer ist außerdem Mitglied in verschiedenen politischen und zivilgesellschaftlichen Organisationen, darunter:
- die überparteiliche Europa-Union Deutschland[32]
- Junge Europäische Föderalist:innen (bis 2024)
- die Paneuropa-Union (Baden-Württemberg)
- das Young Leaders-Alumni Netzwerk des Atlantik-Brücke e. V.